# Psammomys vexillaris
El jird delgado (Psammomys vexillaris) es una especie de roedor miomorfo de la familia Muridae.

## Distribución
Es propio del este de Argelia, oeste de Libia y Túnez.

## Hábitat
Se encuentra en matorrales secos subtropicales o tropicales y lagos.